# Ali Yaşar
Ali Yaşar (Liegi, 8 marzo 1995) è un calciatore belga, difensore dell'Iğdır.

## Carriera

### Club
Cresciuto nel settore giovanile dello Standard Liegi, ha esordito in prima squadra il 2 agosto 2014 in occasione della vittoria esterna per 3-2 contro il Kortrijk in Pro League. Mai impiegato negli anni seguenti, nel gennaio del 2016 si è trasferito al Roda JC, dove ha giocato nella formazione Under-21, pur venendo convocato in prima squadra per alcune partite di campionato, senza comunque riuscire ad esordire. L'anno successivo è passato all'Anadolu Selçukspor, club militante in TFF 2. Lig, la terza divisione del campionato turco. Nel 2018 è stato acquistato dal Konyaspor, che lo ha girato in prestito all'Altınordu, in TFF 1. Lig, la seconda divisione turca. Rientrato al Konyaspor, ha disputato quattro partite tra campionato e coppa, prima di tornare in prestito all'Altınordu nel gennaio del 2020. Al termine della stagione è stato acquistato a titolo definitivo dall'İstanbulspor, club con il quale nella stagione 2021-2022 ha conquistato una promozione dalla seconda alla prima divisione turca.

### Nazionale
Ha giocato nelle nazionali giovanili belghe Under-15, Under-17, Under-18 ed Under-19.

## Statistiche

### Presenze e reti nei club
Statistiche aggiornate al 19 aprile 2023.
| Stagione            | Squadra             | Campionato          | Campionato | Campionato | Coppe nazionali | Coppe nazionali | Coppe nazionali | Coppe continentali | Coppe continentali | Coppe continentali | Altre coppe | Altre coppe | Altre coppe | Totale | Totale |
| Stagione            | Squadra             | Comp                | Pres       | Reti       | Comp            | Pres            | Reti            | Comp               | Pres               | Reti               | Comp        | Pres        | Reti        | Pres   | Reti   |
| ------------------- | ------------------- | ------------------- | ---------- | ---------- | --------------- | --------------- | --------------- | ------------------ | ------------------ | ------------------ | ----------- | ----------- | ----------- | ------ | ------ |
| 2014-2015           | Standard Liegi      | D1                  | 1          | 0          | CB              | 0               | 0               | UCL+UEL            | 0                  | 0                  |             | -           | -           | 1      | 0      |
| 2017-2018           | Anadolu Selçukspor  | 2L                  | 31         | 3          | CT              | 2               | 1               |                    | -                  | -                  |             | -           | -           | 33     | 4      |
| 2018-2019           | Altınordu           | 1L                  | 11         | 0          | CT              | 0               | 0               |                    | -                  | -                  |             | -           | -           | 11     | 0      |
| 2019-gen. 2020      | Konyaspor           | SL                  | 3          | 0          | CT              | 1               | 0               |                    | -                  | -                  |             | -           | -           | 4      | 0      |
| gen.-giu. 2020      | Altınordu           | 1L                  | 11         | 0          | CT              | -               | -               |                    | -                  | -                  |             | -           | -           | 11     | 0      |
| Totale Altınordu    | Totale Altınordu    | Totale Altınordu    | 22         | 0          |                 | 0               | 0               |                    | -                  | -                  |             | -           | -           | 22     | 0      |
| 2020-2021           | İstanbulspor        | 1L                  | 30+2       | 2+0        | CT              | 0               | 0               |                    | -                  | -                  |             | -           | -           | 32     | 2      |
| 2021-2022           | İstanbulspor        | 1L                  | 32+2       | 1+0        | CT              | 0               | 0               |                    | -                  | -                  |             | -           | -           | 34     | 1      |
| 2022-2023           | İstanbulspor        | SL                  | 21         | 1          | CT              | 1               | 0               |                    | -                  | -                  |             | -           | -           | 22     | 1      |
| Totale İstanbulspor | Totale İstanbulspor | Totale İstanbulspor | 83+4       | 4+0        |                 | 1               | 0               |                    | -                  | -                  |             | -           | -           | 88     | 4      |
| Totale carriera     | Totale carriera     | Totale carriera     | 144        | 7          |                 | 4               | 1               |                    | 0                  | 0                  |             | -           | -           | 148    | 8      |